# 대한민국 민법 제440조
대한민국 민법 제440조는 시효중단의 보증인에 대한 효력에 대한 민법 채권법 조문이다.

## 조문
제440조(시효중단의 보증인에 대한 효력) 주채무자에 대한 시효의 중단은 보증인에 대하여 그 효력이 있다.

第440條(時效中斷의 保證人에 對한 效力) 主債務者에 對한 時效의 中斷은 保證人에 對하여 그 效力이 있다.

## 참고 문헌
- 오현수, 일본민법, 진원사, 2014. ISBN 9788963463452
- 오세경, 대법전, 법전출판사, 2014 ISBN 9788926210277
- 이준현 , LOGOS 민법 조문판례집, 미래가치, 2015. ISBN 9791155020869